# 金の湯
金の湯（きんのゆ）は、六甲山北麓の有馬温泉郷にある神戸市営の温泉入浴施設。古くから当地にあった公衆浴場「有馬温泉会館」（1961年4月1日開館）を改築し、2002年12月4日に開館した。入口には「日本第一神霊泉」（日本一の温泉）と書かれた江戸時代の石碑が建っている。（駐車場：無　近隣のコインパーキングを利用）
浴用の温泉は有明泉源から引いている濃い金泉（きんせん）で、強塩泉のため鉄分が酸化して赤茶色に濁っている。玄関横のスペースには無料で利用できる足湯があり、こちらは太閤泉源（ナトリウム塩化物泉）から引いている。（かつて飲泉場もあったが、2020年9月現在飲泉は出来なくなっている。少し離れた「炭酸泉源」では飲泉できる。）姉妹施設には「銀の湯」がある。

## 施設
- 一の湯 - 竹をイメージした浴室
- 二の湯 - もみじをイメージした浴室
- 太閤の足湯（屋外）
- 太閤の飲泉場跡（現在は飲用が禁止されている）

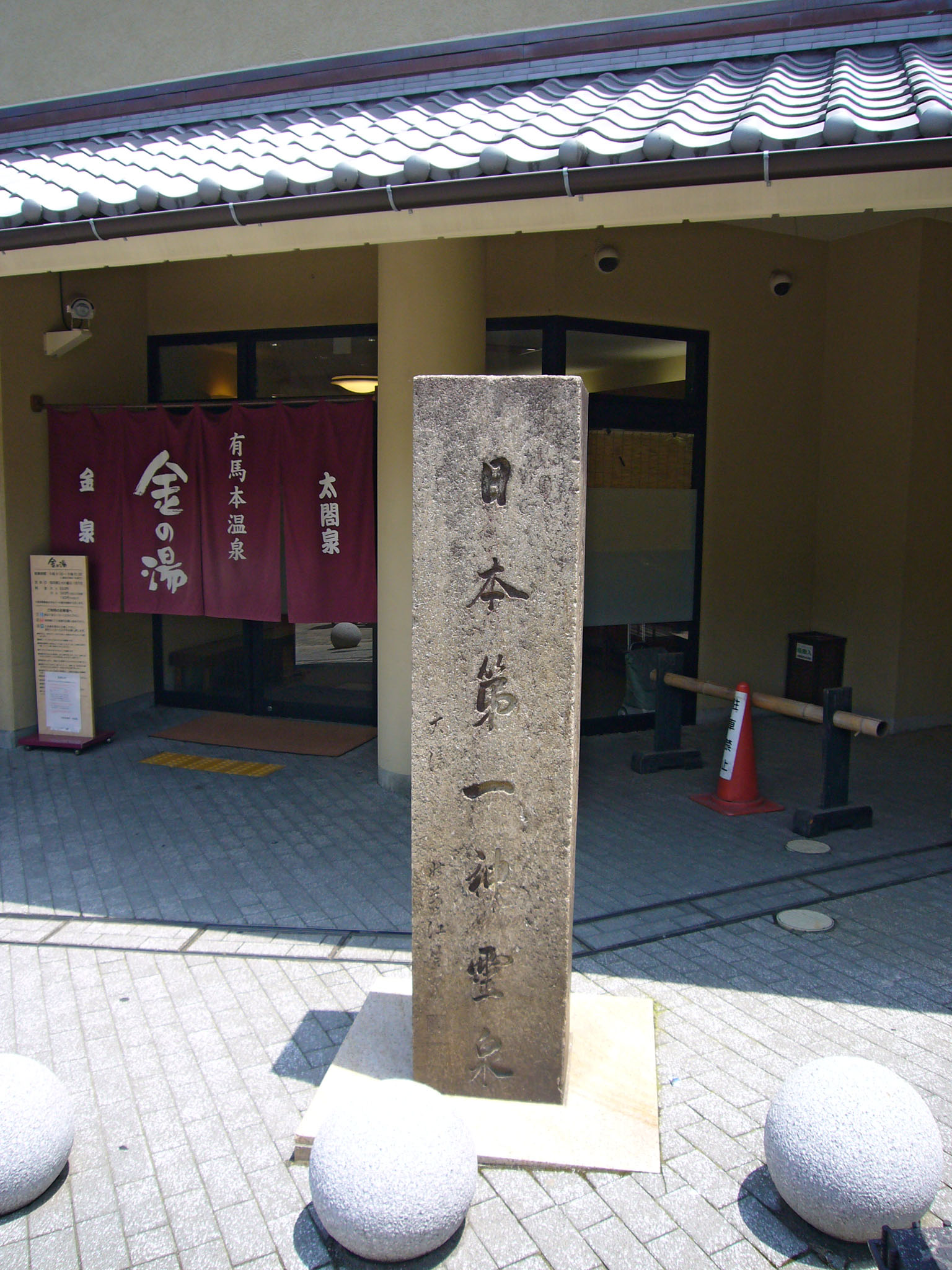
「日本第一神霊泉」の石碑
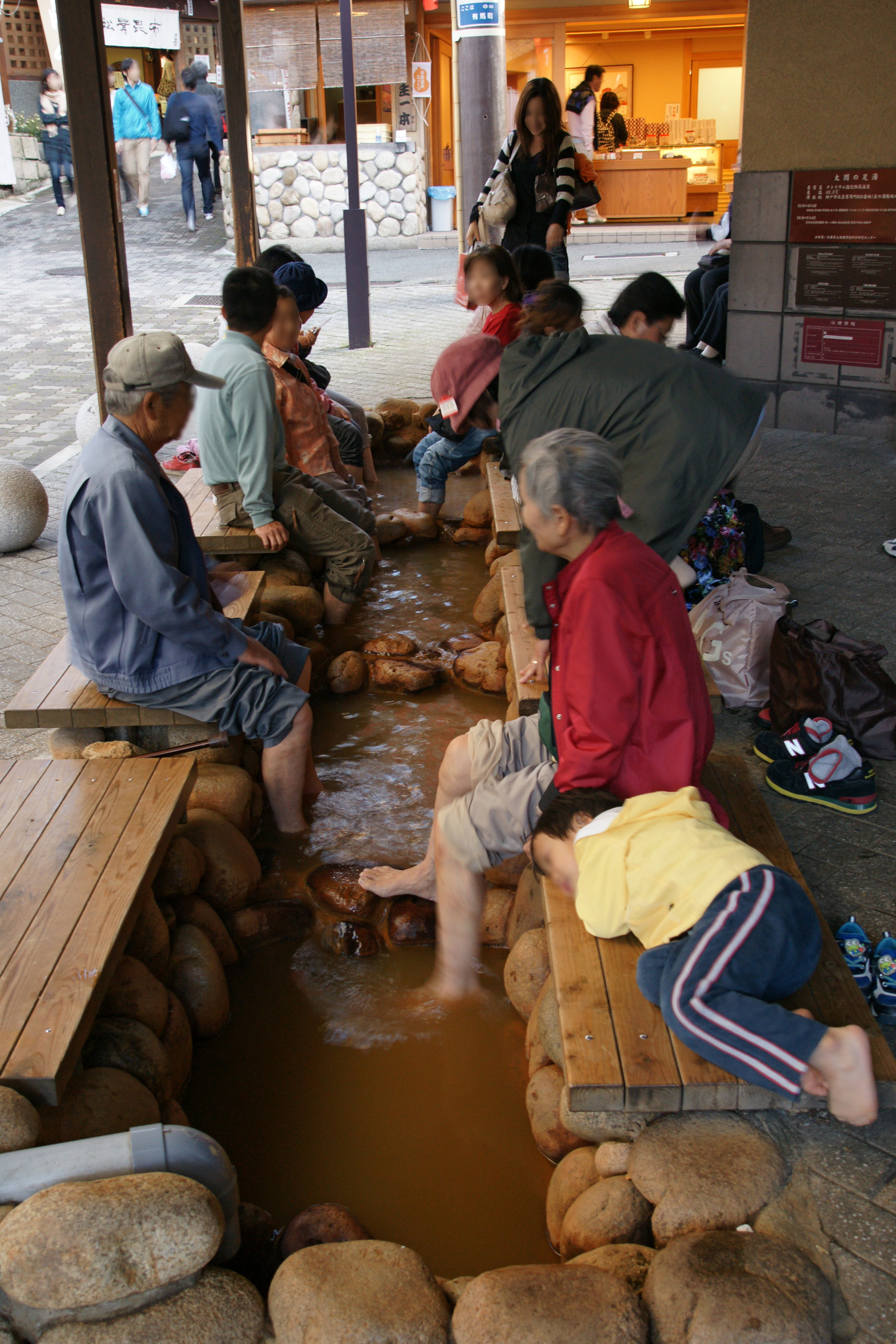
太閤の足湯
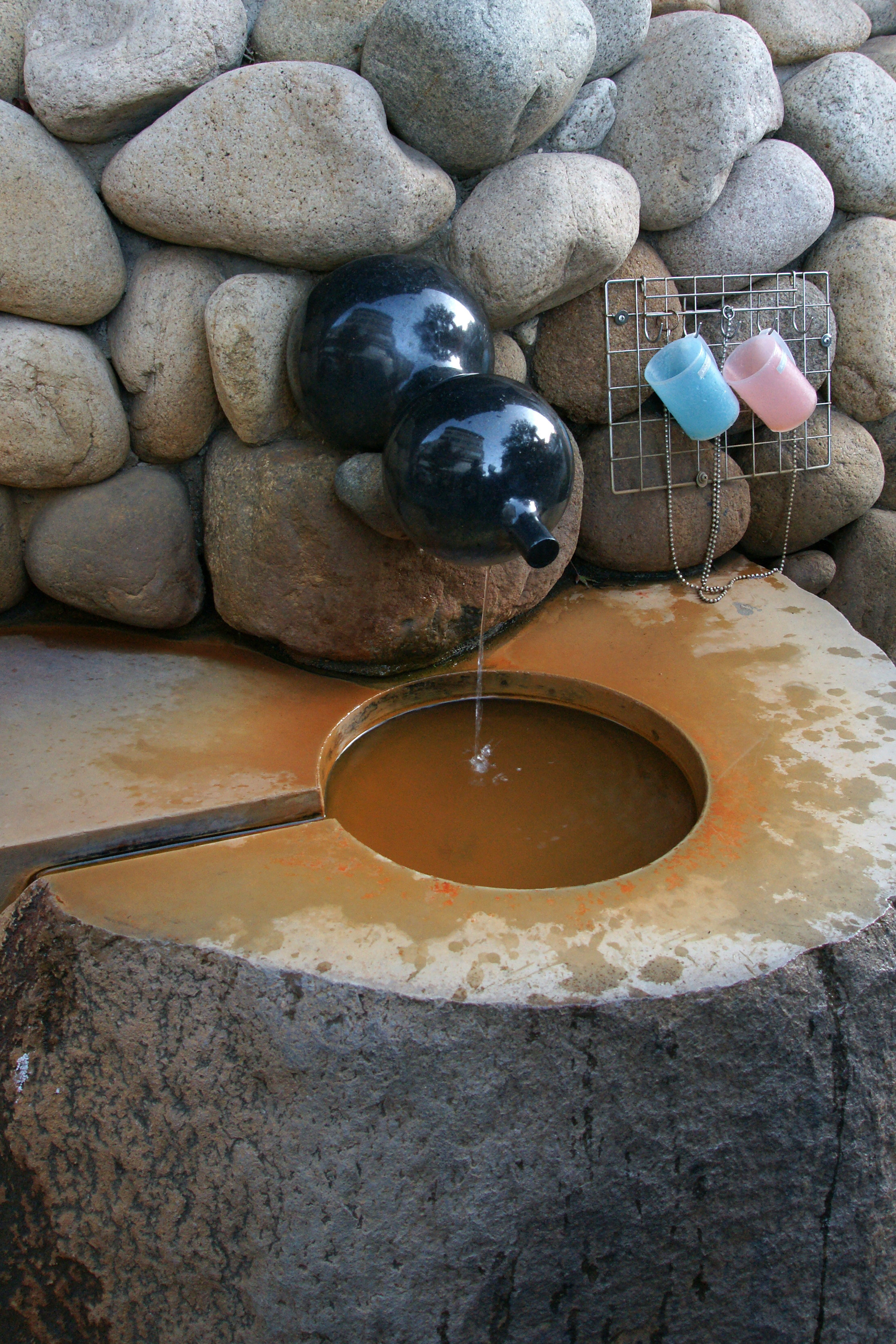
太閤の飲泉場跡（現在は飲用不可とされている）

## 温泉データ
- 泉質 - 含鉄ナトリウム塩化物強塩泉（高張性中性高温泉） pH6.21
- 温度 - 82.4°C
- 効能 - 神経痛、筋肉痛、関節痛、五十肩など

※ 効能は万人に対してその効果を保障するものではない。

## 所在地
- 〒651-1041 兵庫県神戸市北区有馬町833番地

## 交通

### 自家用車
- 阪神高速北神戸線有馬口出入口より兵庫県道51号宝塚唐櫃線経由約1.5km
- 阪神高速7号北神戸線西宮山口南出入口より兵庫県道98号有馬山口線経由約3km
- 中国自動車道西宮北インターチェンジより約4km

### 公共交通

#### 鉄道
- 神戸電鉄 有馬温泉駅 徒歩5分
- 六甲有馬ロープウェー 有馬駅 徒歩10分

#### バス
- 阪急バス、神姫バス｢有馬｣下車 徒歩1分
- 阪急バス、阪急観光バス・有馬急行線｢有馬｣下車 徒歩1分
- 神姫バス｢有馬町｣下車 徒歩3分
- 阪急バス、神姫バス、さくらやまなみバス｢有馬温泉（太閤橋/有馬駅前）｣下車 徒歩5分
- 西日本JRバス・有馬エクスプレス号｢有馬温泉（太閤橋）｣下車 徒歩5分

## 周辺情報
- 有馬温泉
  - 湯本坂（旧大阪街道）
  - 銀の湯
  - 太閤の湯
  - 瑞宝寺公園
  - 鼓ヶ滝公園
  - 神戸市立太閤の湯殿館
  - 有馬の工房
  - 有馬玩具博物館
  - 六甲山